# Olli
Olli is een stripfiguur en knuffelolifant.

## Oorsprong
Olli werd in 2004 bedacht en ontworpen door regisseur-ontwerper Hein Mevissen en schrijfster Diederiekje Bok. Hij was oorspronkelijk gemaakt als beeldmerk voor een mineraalwater waarbij Olli en een aantal andere personages de hoofdrol speelden. Naast de bestaande personages zijn er inmiddels vele bijgekomen in de Olliverhalen.

## Boeken
In 2014 publiceerde de Nederlandse uitgeverij Leopold de eerste twee Olliboeken Olli en het poepkanon en Olli is een olifant. Later in 2015 kwam een vervolg op de serie.
- 2014 - Olli en het poepkanon (Leopold)
- 2014 - Olli is een olifant (Leopold) (Nederlands en Duits)
- 2015 - Olli en de woestijndraak (Leopold) (Nederland, en Engels)
- 2015 - Olli gaat op reis (Leopold)
- 2015 - Olli en de puddingraket, de avonturen van een dapper olifantje (Leopold) (Nederlands en Engels)
- 2015 - Een kusje voor Tutje (Leopold) (Nederlands)
- 2016 – Sugar Mousey It's always about love Ollimania (Engels)
- 2016 - Olli Olli wordt later (Leopold) (Nederlands en Duits)
- 2016 - Olli droomt (Leopold) (Nederlands en Engels)
- 2016 – The art of Ollimania (Ollimania) (Engels)
- 2016 - Olli ce héros (Ollimania) (Frans, Duits, Engels)
- 2017 - Happy Ollidays (Ollimania) (Nederlands, Engels, Frans)
- 2018 – The old forest (Ollimania) (Nederlands, Engels)
- 2018 - De fantastische reis van de geluksbrenger (Ollimania) (Nederlands, Engels)

## Goede doelen
Olli en Ollimania helpen bedrijven zich in te zetten voor het goede doel. Vanaf 2004 hebben ze meerdere goede doelen en non-profit organisaties geholpen. Hierbij konden vaak bedrijven en merken mee liften. De knuffel werd later in 2013 ook gebruikt om meer publiek te trekken naar Diergaarde Blijdorp. Olli werd een hype tijdens de introductie in 2004 samen met MTV.
Ollimania schonk in 2015 een Olli-beeld van ruim twee meter hoog aan het Erasmus MC Sophia Kinderziekenhuis. Het beeld kwam in de grote passage te staan.

## Misbruik
In 2015 daagde John Doe BV van Olli in een kort geding verzekeringsmaatschappij ASR Nederland voor de rechter voor het stelselmatig inbreuk maken op hun auteursrecht. ASR Nederland gebruikte onrechtmatig tekeningen en foto's die zij van de Ollimania-website afhaalden en zonder toestemming gebruikten om hun verzekeringen te verkopen. De rechter oordeelde in het voordeel van John Doe en verbood ASR Nederland nog langer beeldmateriaal van Olli te gebruiken voor eigen gewin. John Doe stelde aan ASR Nederland voor de Olli's die de verzekeringsmaatschappij had achtergehouden terug te geven aan Diergaarde Blijdorp. ASR Nederland mocht zelf beslissen wat ze met de achtergehouden Olli's deden en kozen ervoor deze niet terug te geven aan Diergaarde Blijdorp.